# Aristotele e il giavellotto fatale
Aristotele e il giavellotto fatale (Aristotle and the fatal javelin) è un romanzo giallo di Margaret Doody, pubblicato nel 1980. È ambientato nell'Atene del IV secolo a.C. ed è il secondo libro della serie dedicata a Aristotele detective.

## Trama
Aristotele visita con il fedele amico e discepolo Stefanos una scuola di Atene durante un giorno di pioggia; il cappello che porta e che non gli permette di sentire bene risulterà determinante per la risoluzione del caso di omicidio al quale si troverà casualmente ad assistere.
Mentre gli allievi si stanno esercitando nella palestra al lancio del giavellotto, uno di questi colpisce ed uccide un compagno nonostante le grida di avvertimento degli altri giovani. Il fatto che tra le due famiglie non corressero buoni rapporti e le rivalità agonistiche e caratteriali tra i due giovani, così come emergono dagli interrogatori dei ragazzi guidati da Aristotele fanno emergere alcuni dettagli inspiegabili e sospettare che l'omicidio non sia stato casuale. Ma Aristotele scagionerà l'indiziato e indicherà il colpevole in un altro giovane che ha scelto l'ordine di tiro del giavellotto tra i compagni, in modo da non essere tra i sospettati e ha suggerito al defunto di chiudersi le orecchie con la cera come rimedio per il dolore d'orecchio. Egli in questo modo non ha sentito le grida dei compagni e non si è reso conto che non era ancora il suo turno di riprendere il giavellotto, come l'assassino gli ha subdolamente suggerito.

## Edizioni
- Margaret Doody, Aristotele e il giavellotto fatale, Palermo, Sellerio editore, 2000, 84 p. ISBN 978-8838916229